# Exephanes occupator
Exephanes occupator là một loài tò vò trong họ Ichneumonidae.